# 九龍站 (港鐵)
九龍站（英語：Kowloon Station）是一個位於香港九龍油尖旺區西九龍填海區雅翔道，屬於港鐵東涌綫與機場快綫的鐵路車站，鄰近廣深港高速鐵路香港西九龍站。車站於1998年6月22日啟用，亦是機場快綫唯一一個位於九龍區的車站。

## 車站構造
由於車站與上蓋綜合發展項目Union Square結合成同一建築物，所以車站大部分位置均與上蓋物業相連。
- 位於車站上方的Union Square空中花園及建築群（2025年7月）

### 樓層
九龍站共設有8層，其中有6層屬於車站範圍的公共開放部分：U5層為連接Union Square的出入口及空中花園；U3層為車站與連接圓方的出入口；而G層為機場快綫市區預辦登機大堂及東涌綫大堂；L2層為機場快綫大堂及月台；而L4層則為東涌綫月台。另有2層密閉空間原本用作東部走廊東九龍綫預留樓層。
| 客務中心、車站商店、洗手間、的士站、預約車輛上客區、酒店專車候車區 |   |                                |   |  |
| 側式 · 開左邊车门                                                  |   |                                |   |  |
|                                                                    |   | 機場快綫往香港（終點站）       | 2 |  |
| 東涌綫大堂至月台中庭                                               |   |                                |   |  |
|                                                                    | 1 | 機場快綫往機場及博覽館（青衣） |   |  |
| 側式 · 開左邊车门                                                  |   |                                |   |  |
| 客務中心、洗手間、港鐵展廊                                         |   |                                |   |  |

|                   |   | 東涌綫往香港（終點站）         | 4 |  |
| 島式 · 開右邊车门 |   |                                |   |  |
|                   | 3 | 東涌綫往東涌及迪士尼綫（奧運） |   |  |

### 大堂
九龍站共設有三個大堂，包括機場快綫市區預辦登機服務大堂、機場快綫大堂及東涌綫大堂。
其中機場快綫大堂設於與機場快綫1號月台（往機場／博覽館）同層的L2層；至於東涌綫大堂以及機場快綫市區預辦登機服務大堂皆為設於地面層（G層），並且與車站上蓋的圓方無縫連接，而當中市區預辦登機服務大堂則主要為乘客提供預先辦領登機證及付運行李，不過乘客是必須預繳車資才可使用此服務，另外該大堂亦設有航班顯示屏及行李寄存服務等。
現時，九龍站內亦提供不同類型的商店及自助服務設施等。另外九龍站的市區預辦登機服務大堂及東涌綫大堂（G層）、機場快綫大堂／月台（L2層）、東涌綫月台（L4層）設有免費由電訊盈科提供的Wi-Fi熱點。另外市區預辦登機服務大堂及機場快綫大堂的非付費區均設有公眾洗手間。
- 機場快綫市區預辦登機服務大堂（2025年7月）
- 機場快綫大堂（1號月台）（2025年7月）
- 機場快綫售票機（2025年7月）
- 東涌綫大堂，付費區內（2025年7月）
- 東涌綫大堂，近C出口（2025年7月）

### 月台
九龍站設有四個月台，其中東涌綫月台位於最底層的L4層，並採用一座島式月台排列；而機場快綫月台則位於東涌綫月台之上的L2層，並為採用對向式月台排列的兩個側式月台，而機場快綫1、2號月台及大堂均被東涌綫月台的中庭分隔。而所有月台均已裝設月台幕門。
- 機場快綫1號月台（2022年6月）
- 機場快綫2號月台（2022年6月）
- 東涌綫3、4號月台（2022年6月）
- 連接東涌綫大堂與3、4號月台的扶手電梯及樓梯（2025年7月）

### 出入口
九龍站設有14個出入口，其中C、D出口位於圓方及Union Square的建築群內，而圓方更設有行人通道連接佐敦道行人天橋通往公共運輸交匯處、高鐵香港西九龍站及渡船角一帶；而A、B及E出口則位於G層，當中A出口連接車站停車場；而位於市區預辦登機大堂的E出口上／下客區亦可前往西區海底隧道的巴士站或西九文化區。
|                                          |                    | |      |
|                                          |                    | |      |
| 編號                                     | 指示               | 建議前往的目的地 | 圖片 |
| 東涌綫大堂／市區預辦登機大堂（G層）      |                    | |      |
| 出口 · A · 同层                          | 車站停車場         | 車站停車場 |      |
| 出口 · B · 同层                          | 上落客區           | 上落客區 |      |
| 出口 · C · 1 · 升降机标志 · 扶手电梯标志 | 圓方／環球貿易廣場 | 高速鐵路香港西九龍站 屯馬綫 柯士甸站 西九藝術公園、龍堡國際、百老匯電影中心、中港城、中國客運碼頭、民眾安全服務隊總部、中電百周年變電站、中港薈、圓方、自由空間、環球貿易廣場、甘肅街玉器市場、九龍佐治五世紀念公園、九龍公園、官涌市政大廈、M+博物館、九龍站公共運輸交匯處、跨境巴士站、駿發花園、耆康會陳登匯駿天地、天際100、御金·國峯、港威大廈、都會名軒、匯萃、香港麗思卡爾頓酒店、皇家太平洋酒店、港景峯/港景匯商場、偉晴軒、西九文化區、西九龍站巴士總站、戲曲中心、The Austin、Grand Austin、佐敦道、社區設施、佐敦道官立小學 |      |
| 出口 · C · 2 · 升降机标志                | 圓方／環球貿易廣場 | 公眾休憩空間、擎天半島、凱旋門、天璽、君臨天下、港景匯、漾日居、香港W酒店、尖沙咀國語浸信會漾溢堂、天璽 |      |
| 出口 · D · 1                             | 圓方／環球貿易廣場 | 西九藝術公園、圓方、自由空間、環球貿易廣場、M+博物館、天際100、香港麗思卡爾頓酒店、西九文化區、戲曲中心 |      |
| 出口 · D · 2                             | 圓方／環球貿易廣場 | 擎天半島、凱旋門、天璽、君臨天下、港景匯、漾日居、尖沙咀國語浸信會漾溢堂、香港W酒店 |      |
| 出口 · E · 1 · 同层                      | 香港故宮文化博物館 | 落客區、香港故宮文化博物館、西隧巴士站、西九文化區 |      |
| 出口 · E · 2 · 同层                      | 香港故宮文化博物館 | 落客區、香港故宮文化博物館、西隧巴士站、西九文化區 |      |
| 出口 · E · 3 · 同层                      | 香港故宮文化博物館 | 落客區、香港故宮文化博物館、西隧巴士站、西九文化區 |      |
| 出口 · E · 4 · 同层                      | 香港故宮文化博物館 | 落客區、香港故宮文化博物館、西隧巴士站、西九文化區 |      |
| 出口 · E · 5 · 同层                      | 香港故宮文化博物館 | 落客區、香港故宮文化博物館、西隧巴士站、西九文化區 |      |
| 出口 · E · 6 · 同层                      | 香港故宮文化博物館 | 落客區、香港故宮文化博物館、西隧巴士站、西九文化區 |      |
| 機場快綫2號月台（L2層）                  |                    | |      |
| 往的士站                                 |                    | |      |
| 往預約車輛上客區                         |                    | |      |
| 往酒店專車候車區                         |                    | |      |
| 註： 設有 \| 設於同一層                  |                    | |      |

- C2、D2出口外觀（2025年7月）

## 接駁交通

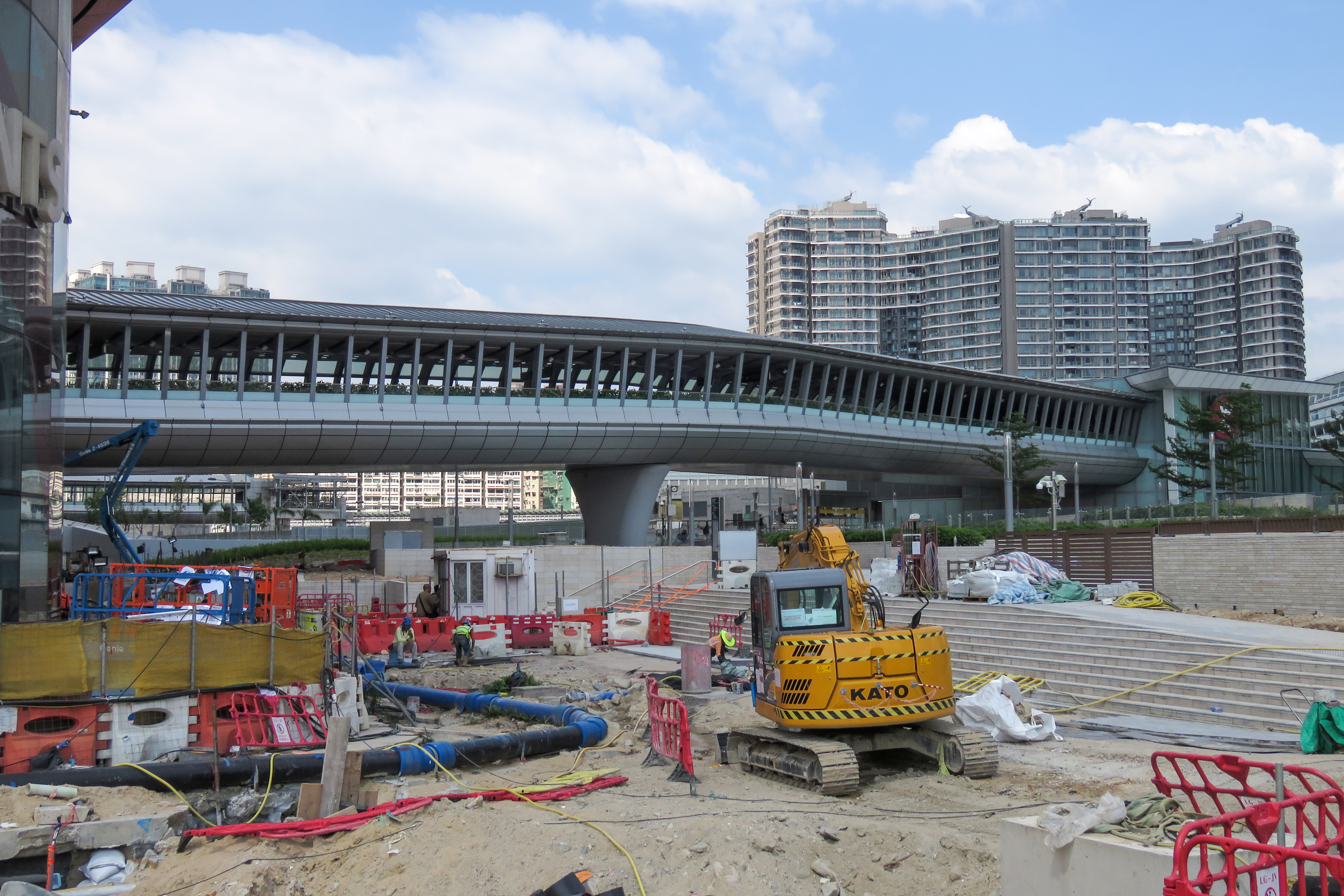
連接九龍站及高鐵香港西九龍站的行人天橋（2018年9月）

九龍站在興建時早已規劃為一個綜合的車站建築群，在整個Union Square地面設有公共運輸交匯處，當中設有多條巴士及小巴路線往返港九各區。在圓方商場旁，更設有跨境巴士路線前往深圳寶安國際機場。而在車站地面亦設有上落客區，並在機場快綫月台旁設有的士站。而使用八達通的乘客在乘搭機場快綫過後亦可免費轉乘港鐵前往其他車站。車站同時設有停車場，乘客亦可駕車於九龍站停車場停泊，然後再轉乘機場快綫往返香港國際機場。
而在九龍站的周邊，設有西區海底隧道巴士站，有各條過海巴士路線前往香港島。而鄰近柯士甸站及西九龍站，同時設有一系列的巴士及小巴路線。
另外，九龍站與屯馬綫的柯士甸站並非正式的轉車站，乘客若在兩站間轉乘東涌綫與屯馬綫，無論是使用八達通、單程車票以及港鐵都會票，均當作兩段車程處理，並且需要繳納再入閘費用。

## 歷史

### 命名
九龍站在興建時暫稱西九龍站，以反映服務西九龍區。在東涌綫通車、車站正式啟用時命名為九龍站。

### 迪生數碼世界
車站曾設商場迪生數碼世界（Dickson CyberExpress），該商場於2000年9月16日開幕，由商人潘迪生所創立。當時佔地70,000平方呎，為香港首間在地鐵站內的大型購物中心。商場以數碼科技及空間為主題，分為4層及6個互動購物空間：娛樂世界、電子世界、時裝世界、兒童世界、運動世界及美容世界。除開業初期吸引不少顧客外，人流一直稀少，開業半年後商場進行改革，曾計劃將商場規模縮減至3層及將部份購物空間合併，但營業額未見好轉，再加上當時車站附近多座屋苑尚未落成及經濟低迷的因素下，以致商場最終在2005年結業；另外商場棄租部分曾於2003年改為明愛白英奇專業學校校舍，直至其位於調景嶺的新校舍在2009年落成為止。

### 東九龍綫
因東九龍綫（現已被沙田至中環綫取代）曾被建議使用該站作為終點站，故在設計九龍站時，最底一層的東涌線月台下預留了一個約1.3米高的空置樓層，以便在興建東九龍綫月台時，能與東涌綫月台連接，避免影響現時之列車運作和車站結構。後來隨著鐵路興建優先次序及定線改變，加上九龍站東南的九龍角填海計劃擱置，柯士甸站亦取代了此預留月台的地位，位於車站東側的廣深港高速鐵路香港西九龍站阻擋，故該預留樓層可以使用的可能性極低。
而車站東涌綫月台地面上設有不少通往該預留層的沙井蓋，並在沙井蓋附近設有「密閉空間」字樣的標貼。由於預留層不設任何通風設備，因此只限受過相關訓練之人員攜帶有關設備才能進入，以確保安全。

### 九龍南綫
屬於九龍南綫工程項目，毗鄰九龍站的柯士甸站已於2009年8月16日通車。由於兩站之間暫無直接的行人通道連接，兩站乘客轉綫必須途經圓方、匯翔道、柯士甸道西或佐敦道行人天橋往返兩站，情況與現時旺角站及旺角東站的連繫相似，由柯士甸站經無障礙通道和佐敦道天橋步行前往機場快綫／東涌綫的月台需時約10分鐘。
港鐵於2008年11月21日決定該站與柯士甸站並非為正式的轉車站（包括高鐵香港西九龍站），乘客若在兩站間轉乘，無論使用八達通還是單程車票，均需當作兩段車程處理，並繳納再入閘收費，有別於尖沙咀站和尖東站之間的通道轉乘安排，港鐵官方建議乘客須於南昌站轉乘，方能避免視作兩段車程，以及享有再入閘收費調減。

### 港鐵展廊

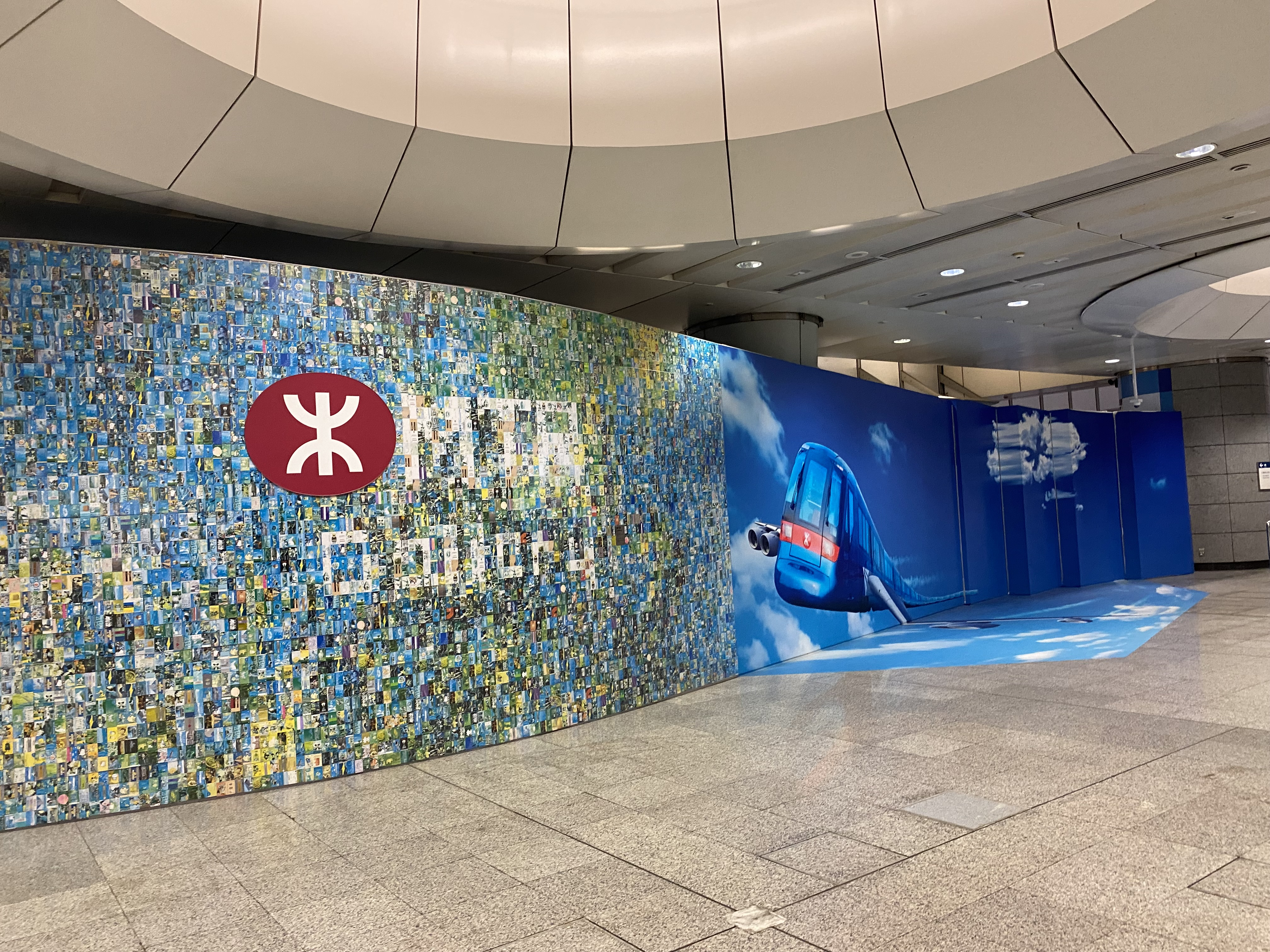
港鐵展廊外圍

港鐵於2016年在九龍站L2層設置「港鐵展廊」，參觀者可在不同的展區內了解及回顧港鐵的發展。展區包括一比一模擬列車車廂、多部列車模型、車票回憶牆、影片觀賞區及多媒體互動遊戲區等。「港鐵展廊」於2017年2月4日正式開放，但只接受網上預約參觀，並只限星期六、日才開放。而每日參觀時間分為4節，分別為上午11時、中午12時30分、下午2時及下午3時30分，每節60分鐘，而每節的參觀人數最高亦只限40人。然而「港鐵展廊」於2020年因應新型肺炎疫情影響而暫時關閉，直至2023年12月9日才重開。

### 機場快綫穿梭巴士
九龍站自機場快綫通車後便已經提供穿梭巴士服務，持有乘搭機場快綫的有效憑證的乘客可免費享用機場快綫穿梭巴士往返九龍區內的酒店。然而隨着穿梭巴士服務的使用量逐漸低迷，港鐵已於2020年6月30日停止機場快綫穿梭巴士服務。

### 反修例運動相關事件
- 2019年9月22日傍晚6時許，有大批市民則聚集在圓方連接九龍站的C出口，而車站大堂內亦有約50名軍裝警員戒備，並一度舉起黃旗警告[26]。其後警員警告在場示威者正進行非法集結，並用強光照向上方的市民，要求聚集人士離開。有示威者利用垃圾桶等雜物設置路障。隨後於當晚約6時30分，數十名警員奔往通往圓方的出入口，商場內的示威者散去，而警員亦很快回到車站大堂戒備。隨後港鐵於約6時33分宣布關閉九龍站，直到當晚約11時03分重開[27]。

### 引用
1. 1 2 3 4   (PDF). 港鐵公司.   [2020-02-19]. （原始内容存档 (PDF)于2020-11-20）.
2. ↑  建築業導報  no. 11, 1999, p. 56-64
3. 1 2  在兩鐵合併前，港鐵及香港鐵路有限公司的前稱分別為地鐵（地下鐵路）及地鐵公司。
4. 1 2  Smith, Steven., Terry Farrell & Partners. . Pace Publishing. 1998.
5. 1 2 3 4 5  港鐵公司. . 港鐵公司. 2009年8月.
6. ↑  . 港鐵公司.   [2009-05-16]. （原始内容存档于2009-04-30） （中文（繁體））.
7. 1 2  港鐵公司. . 港鐵公司.   [2009-05-16]. （原始内容存档于2011-10-10） （中文（繁體））.
8. 1 2  . 港鐵. 港鐵公司.   [2020年2月29日]. （原始内容存档于2020年2月21日） （中文（繁體））.
9. ↑  港鐵公司. . 港鐵公司.   [2009-05-16]. （原始内容存档于2009-05-01） （中文（繁體））.
10. ↑  .   [2022-04-02]. （原始内容存档于2022-04-02）.
11. ↑  港鐵公司. . 港鐵公司.   [2009-05-24]. （原始内容存档于2009-06-03） （中文（繁體））. 有關服務包括羅湖站及落馬洲站，但不適用於輕鐵、港鐵巴士、港鐵接駁巴士及東鐵綫頭等服務。
12. ↑   (PDF).   [2012-04-21]. （原始内容 (PDF)存档于2020-04-05）.
13. ↑  潘迪生「數碼世界」領風騷 Archive.today的存檔，存档日期2013-08-14星島新聞，2000年9月17日。
14. ↑  .   [2025-01-12]. （原始内容存档于2001-12-13）.
15. ↑  迪生數碼世界變陣經營 Archive.today的存檔，存档日期2013-08-14星島新聞，2001年2月26日。
16. ↑  . news.eastday.com.   [2025-01-12]. （原始内容存档于2020-11-22）.
17. ↑  .   [2025-01-12]. （原始内容存档于2005-04-10）.
18. ↑  . 公教報. 2003-02-09.
19. ↑  .   [2018-11-14]. （原始内容存档于2020-04-05）.
20. ↑   (PDF).   [2009-07-30]. （原始内容存档 (PDF)于2009-08-06）.
21. ↑   (PDF).   [2009-05-16]. （原始内容存档 (PDF)于2020-09-25）.
22. ↑  根據2008年11月21日立法會交通事務委員會鐵路事宜小組委員會的會議錄音
23. ↑  港鐵. .   [2017-02-04]. （原始内容存档于2020-07-10）.
24. ↑  港鐵公司. . 港鐵公司.   [2009-05-24]. （原始内容存档于2009-05-20） （中文（繁體））. 相關有效憑證不包括機場快綫團體套票及一般八達通卡。
25. ↑  . 香港01. 2020-06-16  [2021-01-12]. （原始内容存档于2020-06-16）.
26. ↑  . 頭條日報. 2019-09-22  [2019-09-23]. （原始内容存档于2019-09-23）.
27. ↑  羅家晴、張嘉敏、吳倬安. . 香港01. 2019-09-22  [2019-09-23]. （原始内容存档于2019-09-23）.

## 外部連結
- 港鐵公司－九龍站街道圖 （页面存档备份，存于）
- 港鐵公司－九龍站位置圖 （页面存档备份，存于）
- 港鐵公司－九龍站列車服務時間（页面存档备份，存于）
- 香港鐵路大典上的相关条目：九龍站